# 觀塘藝術工作室
觀塘藝術工作室是位於香港九龍觀塘成業街成運工業大廈等地的藝術社區，由一群藝術愛好者組成，當中包括專業藝術家、業餘藝術家、藝術院校學生等。
1980年代起，香港工業開始轉移到珠江三角洲地區，而令香港工廠大廈長期空置。因工廠大廈空間面積較大，動輒有四、五百平方英呎，不容易出租，则租金只能逐步下調，从而吸引了部分藝術工作者租用工廠大廈来建立他們的創作工作間，並慢慢結集成藝術村。藝術工作室現在較集中在火炭和觀塘兩個工廠區。
藝術工作者選擇租用觀塘的工廠大廈，主要是因為租金便宜及交通便利。觀塘工廠區位於東九龍交通交匯處，鄰近港鐵觀塘站，即使夜深下班亦有公共交通工具回家。以其中一間工作室為例，一班藝術愛好者十二人合租約二千英呎的單位，每人只需付出六百元便擁有自己的創作天地，並且能和一班志同道合的好友互相交流和支持。在沒有穩定經濟支持的情況下，總算有機會擁有自己的畫室和創作空間。事實上，觀塘區的藝術租客很多是兩人以上合租一個單位，而這正反映藝術家的經濟能力有限，正突顯在香港港從事藝術創作的艱難。
觀塘藝術工作室發展至今，並沒有甚麼長遠的計劃和組織，也沒有做甚麼大型的宣傳推廣的活動。因為在這區的藝術家很多日間有其他工作或學業，故此餘下的時間都希望專注自己的創作上。當中有一些藝術家是互相認識的，偶爾也有些聯誼活動、作品分享、討論會等，彼此交流和切磋藝術。

## 參看
- 牛棚藝術村
- 香港視覺藝術中心
- 賽馬會創意藝術中心
- Hidden Agenda Live House

## 外部連結
- 香港獨立媒體 - 觀塘藝術工作室 (城市與希望系列之發現藝術（三）)
- 卓爾畫室 - 參觀活動：參觀觀塘藝術工作室